# 春日政治
春日 政治（かすが まさじ、1878年4月1日 - 1962年6月30日）は、日本の国語学者。平安時代初期の古経典から仮名や古訓点の研究に業績を残し、訓点語学の基礎を確立した。

## 来歴
長野県上伊那郡美篶村（現：伊那市美篶）出身。
1900年に長野県師範学校を卒業し、小学校教員に従事した。その後、1905年に東京高等師範学校を卒業し、岡山県津山高等女学校（現・岡山県立津山高等学校）や大阪府旧制今宮中学（現・大阪府立今宮高等学校）の教諭となる。1911年に京都帝国大学文学部国語学科を卒業。
1936年に文学博士となる。論文の題は「仮名の発達より観たる国語文体の成立」。その後は奈良女子高等師範学校や九州帝国大学の教授となり、1945年に「西大寺本金光明最勝王経古点の国語学的研究」で日本学士院賞を受賞した。
1950年（昭和25年）、日本学士院（当時の第一部人文科学部門）会員になる。同年12月13日には、第一部の新会員一同が昭和天皇から皇居に招かれ午餐を陪食した。
長男の春日和男も国語学者（九州大学名誉教授、第2代訓点語学会会長）。

## 業績
近代的方法による訓点語学は、大矢透や吉澤義則によって創始されたが、春日は訓点語学を国語学の一分野として体系化した。春日は訓点によって読み下せるものについて、『古事記』『日本書紀』『風土記』のような漢字資料よりも却って訓読が固定できること、一次資料が残っていて年代の確定がしやすいこと、分量が多いことを挙げて、その国語史料としての価値の高さを説き、推定可能な言語事象を音韻・語彙・語法・文体にわたって例示している。仮名の発達や片仮名交じり文の起源についても、訓点資料を駆使して実証的に論じ、独自の新分野を開拓した。
この他に研究対象としては、『万葉集』、中世口語資料、方言文献資料、近代キリスト教関係資料、さらには甑島方言調査、幼児の言語観察にまで及んだ。

## 人物
蔵書家としても名高く、地元書物同好者の集い「竹帛会」結成の発起人に名を連ね、種々の古書展観を主導した。九州帝国大学で図書館長に任じられていた頃は、貴重書の目録解題作成を自ら率先して大学の初期蔵書形成に貢献した。

## 著作
- 『尋常小学国語読本の語法研究』修文館 1918
- 『新体中等国文法教授資料』星野書店 1924
- 『新体中等国文法 訂正版』星野書店, 1924 2版
- 『青靄集』岩波書店 1939
- 『国語叢考』新日本図書 1947
- 『万葉片々』丁字屋書店 1948
- 『古訓点の研究』風間書房 1956
- 『春日政治著作集』全8冊 春日和男編集・解説 勉誠社

第1冊（仮名発達史の研究）1982
第2冊（国語文体発達史序説）1983
第3冊（国語叢考）1983
第4冊（国語叢考 続）1984
第5冊（万葉片々）1984
第6冊（古訓点の研究）1984
第7冊（国文法教育）1985
第8冊（青靄集）1985
別巻（西大寺本金光明最勝王経古点の国語学的研究）1985